# Pedaz
Pedaz (* 20. Jahrhundert in Essen; bürgerlich Christian Peters) ist ein deutscher Rapper aus Essen.

## Karriere
Pedaz war in den für die Hip-Hop-Szene im Ruhrgebiet sehr erfolgreichen 2000er Jahren bereits aktiv und unter anderem mit Snaga & Pillath, PA Sports und Manuellsen bekannt. Bereits 2005 erschienen erste Tracks von ihm auf dem Mixtape P-Böller. Er trat außerdem bei der DVD-Serie Feuer über Deutschland auf. Kurz darauf entschied er sich, parallel zu seiner Rapkarriere eine Ausbildung als Elektriker zu machen.
2014 erschien das Kollaboalbum 100% Macher, das er zusammen mit dem Rapper Blut & Kasse aufnahm. Es erreichte Platz 75 der Charts. 2016 wurde er als erstes Signing für das neugegründete distri-Unterlabel Distri Records unter Vertrag genommen. Als Vorbote für das Debütalbum wurde zunächst das Video zu Auf die Fresse, fertig, los! über den YouTube-Kanal der 187 Strassenbande veröffentlicht. Am 22. April 2016 erschien schließlich das Album Schwermetall, das Platz 47 der deutschen Charts erreichte. Ausführende Produzenten waren RAF Camora und die Stereoids, die Beats stammen unter anderem von Joshimixu, Abaz, Rooq, Johnny Illstrument und Joznez. Als Features ist neben RAF Camora auch die Deutschrockband Haudegen um den Ex-Rapper Joe Rilla vertreten. Für den „Prachtkerle Remix“ zum Stück Wie ein Mann konnte er zudem MoTrip, Sido, Silla, Joka, RAF Camora, Sinan-G, Blut & Kasse und Joshi Mizu gewinnen.

## Musikstil
Pedaz ist vor allem ein sogenannter Punchline-Rapper, ein Rapper der also im Battle-Rap aktiv ist und gegen einen imaginären Gegner antritt. Damit lehnt er sich an die frühe Ruhrpott-Szene an. Insbesondere Snaga gilt als ein Vorbild. Er verarbeitet viele Inspirationen aus seiner Arbeit und der Mentalität des Ruhrpotts. Daneben verarbeitet er auch persönliche Themen in seinen Lyrics.

## Diskografie
Alben
- 2014: 100% Macher (Kollaboalbum mit Blut & Kasse, Machermusik/Soulfood)
- 2016: Schwermetall (Distri Records)
- 2017: Malocherattitüde
- 2022: Frei

Mixtapes und Downloadalben
- 2005: P-Böller
- 2006: P-Böller 2
- 2007: Asozialer Kerl (Hiphop.de)
- 2010: Knockout (EP mit Phillayoe)
- 2012: Pott für immer (EP)
- 2013: 100% Original
- 2020: Vierfünfer (EP)